# Schlebuschhof
Der Schlebuschhof ist eine denkmalgeschützte Wasserburg im Rhein-Erft-Kreis. Er steht auf rund 61 m ü. NN im Ortsteil Stotzheim der nordrhein-westfälischen Gemeinde Hürth. Die kleine Burg befindet sich in Privatbesitz und kann nicht besichtigt werden.

## Beschreibung
Es handelt sich um eine Burganlage mit viereckigem Grundriss. Sie ist allseitig von einem Wassergraben umgeben, der aus dem Stotzheimer Bach gespeist wird. An der Südseite der Anlage steht das Herrenhaus aus dem Jahr 1874. Der schlichte Backsteinbau besitzt als einzigen architektonischen Schmuck ein einfaches Gesims zwischen seinen beiden Geschossen. Das Gebäude hat ein pfannengedecktes Walmdach und steht direkt neben der steinernen Zugangsbrücke der Anlage.
Der dreiflügelige Wirtschaftshof stammt vom Beginn des 20. Jahrhunderts und nimmt die übrigen Seiten der Burginsel ein. Seine Flügel bilden eine Hufeisenform, die zur Herrenhausseite geöffnet ist.

## Geschichte
Im Mittelalter nannte sich eine adelige Familie „von Stotzheim“. Ihre Burg war ein Lehen des Stifts St. Maria im Kapitol. In einer Urkunde aus dem Jahr 1223, in der die Besetzung der Pfarrstellen in Efferen und Korschenbroich durch die Äbtissin des Klosters bestimmt wurde, ist als adeliges Mitglied des Konvents Sophia von Stotzheim, Besitzerin der „Burg in Stotzheim“, genannt. Eine andere Urkunde, die aus dem Jahr 1280 stammt, führt die Ritter Rigolfus und Lambertus de Stotzheim als Zeugen auf. Der genaue Standort der ersten Stotzheimer Burganlage ist unbekannt, denn sie ging wohl schon im 13. Jahrhundert unter.
Die Familie von Stotzheim verschwand gegen Ende des 14. Jahrhunderts, und 1412 besaß der Burggraf von Odenkirchen den „Burghof“. Er verzichtete aber zugunsten Dietrichs von Uproede, und der Hof kam an Johann von Gymnich. 1437 übernahm der Junker Heinrich von Plettenberg das Anwesen. In jener Zeit wurde es „Plettenbergshof“ genannt.
Durch Heirat der Anna von Plettenberg kam der Besitz 1608 an den kurfürstlich pfälzischen Haushofmeister Franz von Hammerstein. Der Besitzerwechsel brachte eine erneute Namensänderung mit sich: Die Anlage war nun der „Hammersteinshof“. Anfang des 17. Jahrhunderts wechselte das Anwesen in den Besitz der Familie von Schlebusch. Seit jener Zeit wird es „Schlebuschhof“ genannt. Von den Schlebuschs kam die kleine Burg an die Familie Stenten, die sie 1912 an die Stadt Köln verkaufte. Heute befindet sich die Burg in Privatbesitz.